# Nordertor-Friedhof

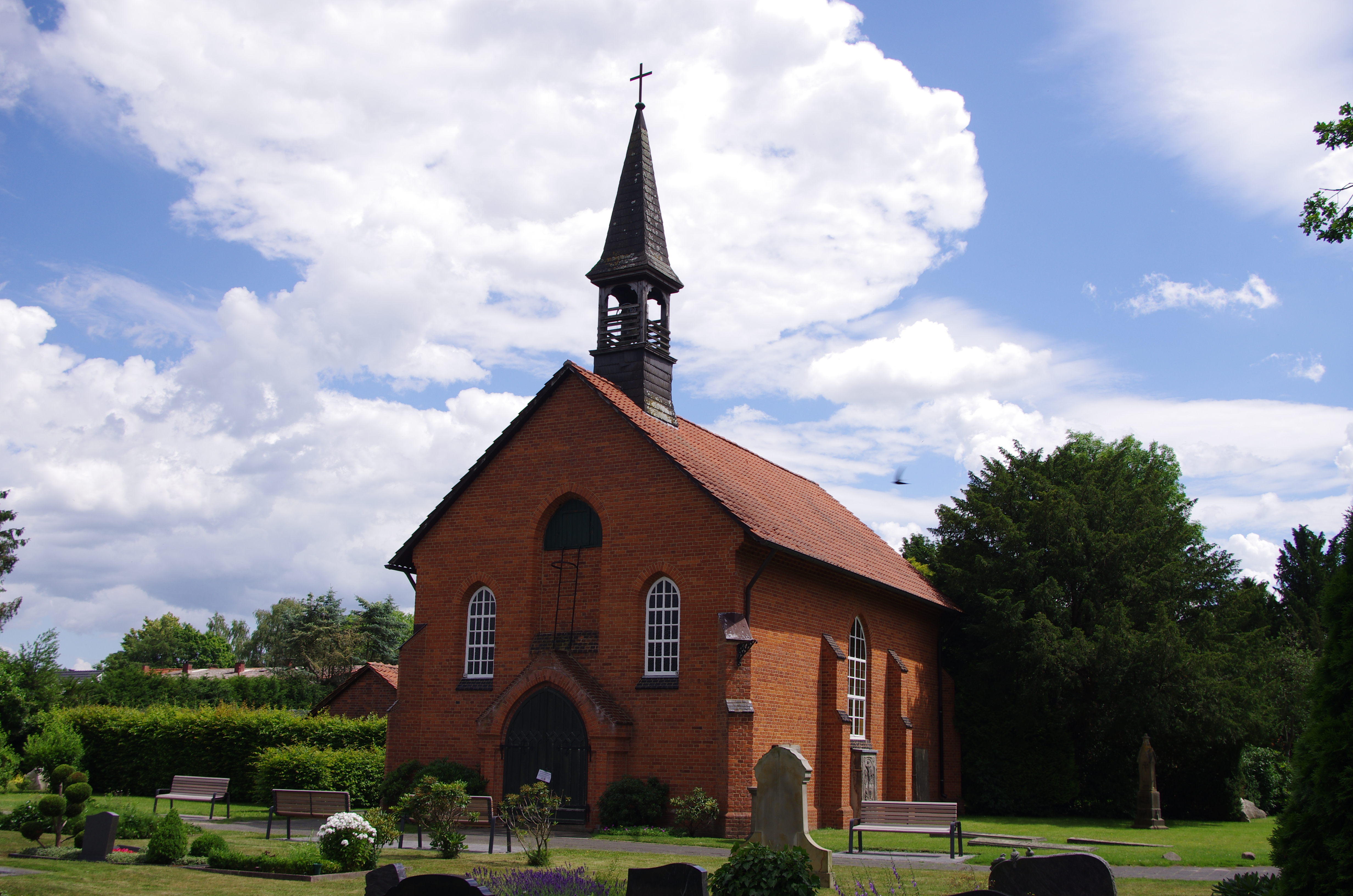
Luther-Kapelle auf dem Friedhof an der Verdener Straße

Der Nordertor-Friedhof oder Nordertorfriedhof in Nienburg/Weser ist ein im Jahr 1800 eröffneter, heute denkmalgeschützter Friedhof. Er prägt mit seinen künstlerisch gestalteten Grabmalen und Gruften das Straßenbild der Verdener und Großen Drakenburger Straße.

## Geschichte und Beschreibung
Der nach dem Nordertor benannte Friedhof wurde als Nachfolger des innerstädtischen Kirchfriedhofs um die Martinskirche geplant. Von dort wurden einige historische Grabplatten und Grabdenkmäler bedeutender Persönlichkeiten aus der Geschichte Nienburgs überführt. Eröffnet wurde der vom Zentrum der Stadt damals noch abgelegene Friedhof am 9. Juli 1800 durch Superintendent Johann Friedrich Blau. Aus dieser Zeit stammt auch ein Teil des Baumbestandes im älteren Teil der Grünanlage.
Ab Anfang des 19. Jahrhunderts wurden zahlreiche herausragende Grabmale im Stil des Frühklassizismus gestaltet, „vermutlich einige“ auch durch den Architekten und Senator Emanuel Bruno Quaet-Faslem (1785–1851), doch wurden auch Bezugnahmen auf ältere Stilrichtungen geschaffen. Zudem finden sich – abgesehen von der Luther-Kapelle – „etliche Familiengrabstätten, die seit Generationen von alten Nienburger Familien genutzt werden.“

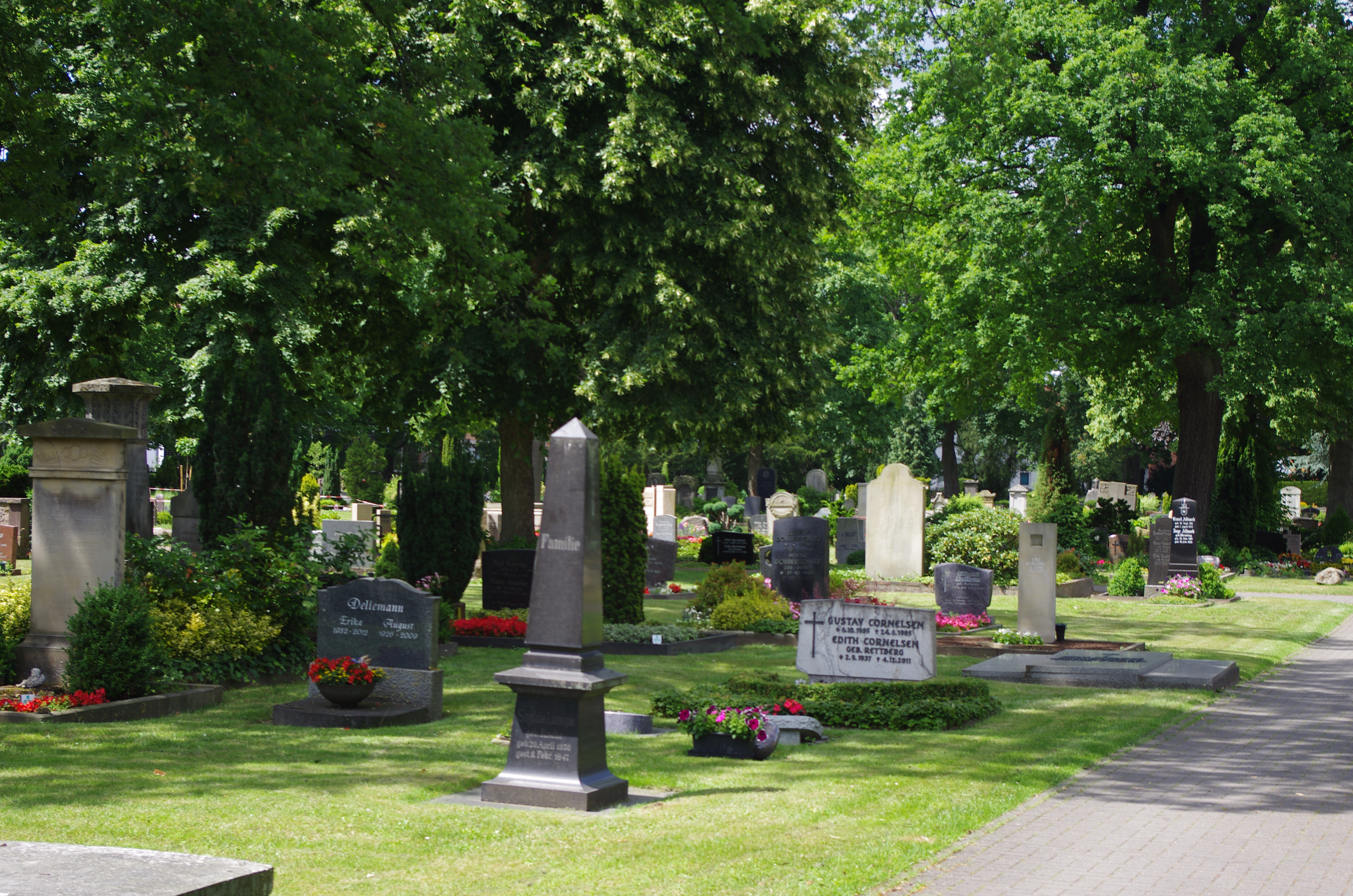
Grabmäler unter altem Baumbestand

In den 1960er Jahren wurde der Friedhof um den sogenannten „Neuen Teil“ auf eine Gesamtfläche von rund 3,09 ha erweitert, in der bis Mitte der 2020er Jahre knapp 100 Menschen beigesetzt wurden.
Anlässlich des Jubiläumsjahres 2025 wurden verschiedene Kulturgüter des Friedhofes saniert, restauriert und teilweise umgesetzt. Zudem wurden mit Hilfe einer Historikerin aus Bremerhaven Inschriften auf den Steinen entschlüsselt und zugeordnet.

## Bedeutende Grabmäler
Für die Stätte der Sepulkralkultur mit teils hohem Zeugnis- und Schauwert wurden Begräbnisplätze unter anderem für folgende Persönlichkeiten gestaltet:
- Oberstleutnant Julius Johann Albrecht Brinckmann (1766–1825); Grabmal in barocker Gestalt[2]
- Das in einer Gruppe von Grabmälern von Superintendenten aufgestellte Eisenguss-Grabkreuz für Johann Friedrich Heinrich Effler (1772–1837) konnte 2025 mit einer gegossenen Inschrift als aus der Lauterberger Königshütte stammend identifiziert werden.[3]
- Grabmonument des Nienburger Bürgermeisters Günther August Friedrich Müldener (1786–1839)[2]
- Emanuel Bruno Quaet-Faslem.[2]
- Das Grabmal der Familie Kirchhoff gilt als eines „mit herausragender gestalterischer Qualität“.[2]
- Denkmal für den Pastor und Heimatforscher Wilhelm Rothert (1842–1915)[4]